# غايلورد بيرش
غايلورد بيرش (بالإنجليزية: Gaylord Birch)‏ هو طبال أمريكي، ولد في 10 مارس 1946، وتوفي في 14 أبريل 1996.

## وصلات خارجية
- غايلورد بيرش على موقع ميوزك برينز (الإنجليزية)
- غايلورد بيرش على موقع أول ميوزيك (الإنجليزية)
- غايلورد بيرش على موقع ديسكوغز (الإنجليزية)